# Кызылжар (Каратальский район)
Кызылжар (каз. Қызылжар, до 2000 г. — Дзержинское) — аул в Каратальском районе Жетысуской области Казахстана. Входит в состав Ескельдинского сельского округа. Код КАТО — 195037200.

## Население
В 1999 году население аула составляло 1044 человека (528 мужчин и 516 женщин). По данным переписи 2009 года, в ауле проживало 1116 человек (565 мужчин и 551 женщина).